# Unidirektional
Unidirektional bzw. simplex bedeutet „nur in eine Richtung“ (lateinisch unus = „eins“). Der Begriff wird unter anderem in der Kommunikationstechnik verwendet, als unidirektionale (Daten-)Kommunikation. Man versteht darunter, dass die Kommunikation zwischen zwei Teilnehmern nicht bidirektional (in beide Richtungen) stattfindet, sondern dass ein Kommunikationsteilnehmer nur Daten in eine Richtung an einen oder mehrere andere Empfänger sendet. Dies führt auch dazu, dass kein Rückkanal zur Verfügung steht, über den der Empfänger den sendenden Teilnehmer darüber informieren könnte, ob die Nachricht einwandfrei empfangen wurde, um anderenfalls beispielsweise die Wiederholung einer fehlgeschlagenen Übertragung einleiten zu können.
Alternativ und gleichwertig wird der Begriff Monodirektional („Mono“=1, bedeutet „nur in einer Richtung“) angewendet.
Der Begriff kann auch auf die Telekommunikation sowie Unterhaltungsmedien bezogen werden. So sind sowohl Radio als auch das Fernsehen in herkömmlicher Form Paradebeispiele für unidirektionale Kommunikation.

## Elektronik
Bei elektronischen Halbleiterbauelementen bedeutet „unidirektional“, dass der Strom (regulär) nur in einer Richtung durch sie fließen darf. Solche Bauteile besitzen also eine Polung, also einen Pluspol (Anode) und einen Minuspol (Kathode). Dies trifft z. B. auf gepolte Überspannungsschutzdioden, sogenannte gepolte Avalanchedioden oder gepolte Suppressordioden und auf alle Z-Dioden zu. Gepolte Schutzdioden sind daher auch mit einem Ring an der Seite der Kathode gekennzeichnet, während ungepolte Schutzdioden keine Ring-Markierung haben. Da „uni“ oft mit „universal“ (= beidseitige Stromrichtungen bzw. ungepolt) fälschlich gleichgesetzt wird, ist die gleichwertige Bezeichnung „monodirektional“ (= Stromfluss nur in einer Richtung) hier bevorzugt, statt „unidirektional“ zur Anwendung zu empfehlen.

## Werkstoffkunde
In Bezug auf Faserverbundkunststoff-Laminate bezeichnet der Begriff die gegebene Faserrichtung des Prepregs, also sind hier die Fasern nur in eine Richtung orientiert. Der Hauptbegriff für Prepreg-Material, bei dem die Fasern generell nur in 0°-Richtung verlaufen (Kettfaden), lautet Tape bzw. auch unidirektionales Prepreg.

## Drucktechnik
In der Drucktechnik bei EDV-Druckern oder anderen ähnlichen Büromaschinen bezeichnet der Begriff auch eine Methode, bei welcher das Druckwerk nur bei der Bewegung von links nach rechts Zeichen auf das Papier druckt und auf dem Rückweg lediglich einen Wagenrücklauf vollzieht.